# بطولة أوروبا لكرة اليد للرجال 2020
بطولة أوروبا لكرة اليد للرجال 2020 هي النسخة ال14 من بطولة أوروبا لكرة اليد للرجال تنافس بها لأول مرة 24 فريق.أقيمت البطولة في النمسا،النرويج والسويد في الفترة بين 9 إلى 26 يناير 2020. فازت إسبانيا بالبطولة بعد أن تغلبت على كرواتيا في النهائي بنتيجة 22-20.